# Зомбковиці-Шльонські (гміна)
Гміна Зомбковіце-Шльонське (пол. Gmina Ząbkowice Śląskie) — місько-сільська гміна у південно-західній Польщі. Належить до Зомбковицького повіту Нижньосілезького воєводства.
Станом на 31 грудня 2011 у гміні проживало 23016 осіб.

## Площа
Згідно з даними за 2007 рік площа гміни становила 146.88 км², у тому числі:
- орні землі: 83.00%
- ліси: 7.00%

Таким чином, площа гміни становить 18.32% площі повіту.

## Населення
Станом на 31 грудня 2011:
| Опис     | Загалом | Загалом | Чоловіки | Чоловіки | Жінки | Жінки |
| -------- | ------- | ------- | -------- | -------- | ----- | ----- |
| одиниця  | осіб    | %       | осіб     | %        | осіб  | %     |
| все      | 23016   | 100     | 11014    | 47.85    | 12002 | 52.15 |
| міське   | 16002   | 100     | 7522     | 47.01    | 8480  | 52.99 |
| сільське | 7014    | 100     | 3492     | 49.79    | 3522  | 50.21 |

## Сусідні гміни
Гміна Зомбковіце-Шльонське межує з такими гмінами: Бардо, Цепловоди, Каменець-Зомбковицький, Немча, Пілава-Ґурна, Стошовіце, Зембіце.